# De viris illustribus urbis Romae a Romulo ad Augustum
De viris illustribus urbis Romae a Romulo ad Augustum è un trattato in latino sulla storia di Roma, pubblicato nel 1779 a Parigi dallo storico francese Charles François Lhomond (1727-1794).

## Contenuti
Il De viris comprende la storia di Roma da Rea Silvia, madre di Romolo e Remo, fino all'imperatore Augusto, divisa in otto capitoli:
- gli inizi della storia di Roma: Romolo, Numa Pompilio, Tullo Ostilio, Anco Marzio, Tarquinio Prisco, Servio Tullio, Tarquinio il Superbo;
- gli inizi della Repubblica: Lucio Giunio Bruto, Orazio Coclite, Muzio Scevola, la vergine Clelia, Publio Valerio Publicola, i Fabii, Aulo Postumio Albo, Menenio Agrippa, Cincinnato, Coriolano, Lucio Virginio Tricosto, Gaio Licinio Stolone, Marco Furio Camillo, Tito Manlio Torquato, Publio Decio Mure, Valerio Corvino, Spurio Postumio, Lucio Papirio Cursore;
- la guerra contro Pirro: Publio Valerio Levino, Gaio Fabrizio Luscino, Manio Curio Dentato;
- la prima guerra punica: Appio Claudio Caudice, Gaio Duilio, Aulo Atilio Calatino, Marco Atilio Regolo, Appio Claudio Pulcro, Gaio Lutazio Catulo;
- la seconda guerra punica: Fabio Massimo, Lucio Emilio Paolo, Gaio Terenzio Varrone, Marco Claudio Marcello, Gaio Claudio Nerone, Marco Livio Salinatore, Scipione l'Africano, Scipione Asiatico, Publio Scipione Nasica, Catone il Censore, Tito Quinzio Flaminino, Lucio Emilio Paolo Macedonico, Gaio Popilio Lenate, Scipione Emiliano;
- la prima guerra civile: i Gracchi, Lucio Mummio Acaico, Quinto Cecilio Metello Macedonico, Quinto Cecilio Metello Numidico, Marco Emilio Scauro, Publio Rutilio Rufo, Marco Livio Druso, Gaio Mario, Silla, Lucullo, Quinto Sertorio, Pompeo;
- la seconda guerra civile: Giulio Cesare, Catone l'Uticense, Cicerone, Marco Giunio Bruto, Augusto;
- la battaglia di Azio.

## Edizioni principali
- (LA) De viris illustribus urbis Romae a Romulo ad Augustum, ad usum sextae scholae, Lutetiae Parisiorum, apud Petrum Michaelem Nyon in foro Mazarinaeo sub signo Sanctae Monicae, 1779.
- (LA) De viris illustribus urbis Romae a Romulo ad Augustum, ad usum sextae scholae, Editio quarta ab ipso auctore recognita, Lutetiae Parisiorum, apud Colas in platea Sorbonae juxta collegium Cluniacense, 1787.